# Gonzalo Peláez de Coalla
Gonzalo Peláez de Coalla (Grado, siglo XIII-XIV) Aristócrata y bandolero asturiano, conocido por su crueldad. Sojuzgó por la fuerza a su villa natal, habiendo intentado el pleno dominio sobre la misma mediante intercesión real, que le fue denegada por Fernando IV. Ambicionó extender su dominio a Oviedo, siendo apoyado por el obispo, Fernando IV (obispo) Álvarez de las Asturias. En 1309 Grado y Oviedo se unen para combatir a Peláez. Los mercaderes de ambas poblaciones contrataron para su defensa al guerrero Suero del Dado. En 1315 Alfonso XI obligó al obispo Álvarez a dejar de apoyar a Peláez. En 1316 Rodrigo Álvarez de las Asturias sitió el castillo de Tudela, donde el obispo había cobijado a Peláez. El sitio duró cuatro meses. Álvarez de las Asturias incautó las propiedades de Peláez, quien huyó a Navarra.